# Theridion reinhardti
Theridion reinhardti är en spindelart som beskrevs av Dmitry Evstratievich Kharitonov 1946. Theridion reinhardti ingår i släktet Theridion och familjen klotspindlar.
Artens utbredningsområde är Uzbekistan. Inga underarter finns listade i Catalogue of Life.